# Fietssnelweg F405
De F405 is een korte fietssnelweg in Vlaanderen. De fietssnelweg volgt de zuidoever van het kanaal Gent-Brugge en vormt zo een functionele en recreatieve fietsverbinding tussen het centrum van Gent en het landelijke gebied ten westen.
De fietsroute is 10 km lang en volledig befietsbaar.
Vanaf de blauwe fietsbrug Westerringspoorbrug heet het verlengde richting stadscentrum van Gent officieel niet meer de F405, maar is het functioneel wel een fietssnelweg, de Gentse hoofdfietsas Coupure-Groendreef-Trekweg. Sinds 2022 is dat een volledig kruisingsvrij traject tot in de binnenstad, met vier fietsonderdoorgangen.
Zowel deze Gentse hoofdfietssas als de F405 zijn onderdeel van de LF Kunststedenroute (Brugge-Gent...) die hier samen loopt met de LF Vlaanderenroute.

## Deeltrajecten
- fietsstraten Gerard Willemotlaan en Trekweg in Mariakerke
- autovrij jaagpad op de zuidoever van het kanaal Gent-Brugge

## Aansluitingen
De fietssnelweg F405 sluit aan op volgende andere fietssnelwegen: F400 (kleine Gentse Fietsring, Westerringspoor), F40 (Buitenring Gent, R4), F422 (Deinze-Eeklo, Schipdonkkanaal).